# Lopata za čišćenje snijega
Lopata za čišćenje snijega ili lopata za snijeg posebno je oblikovana,  široka lopata koja služi za otklanjanje snijega, osobito u manjim područjima kao što su nogostup, izlaz iz garaža, parkinga ili zaleđenih površina.
Veće površine kao što su ceste ili javna mjesta čiste se od snijega s djelotvornijim sredstvima kao što su primjerice snježni plugovi.
Lopate za snijeg su izrađene su od laganih materijala kako bi se olakšao rad. Ručka je obično izrađena od drveta.
Lopate od aluminija imaju za prednost visoku nosivost, kada je na primjer mokar snijeg.